# إيراكلي لابادزي
إيراكلي لابادزي (بالفرنسية: Irakli Labadze)‏ مواليد 9 يونيو 1981 في تبليسي، الجمهورية الجورجية السوفيتية الاشتراكية، هو لاعب كرة مضرب فرنسي سابق بدأ مسيرته كمحترف سنة 1998 وكان يلعب باليد اليسرى، اعتزل اللعب في 2009. أعلى تصنيف له في الفردي كان المركز الـ 42 في سنة 2004.

## روابط خارجية
- إيراكلي لابادزي على موقع رابطة محترفي التنس (الإنجليزية)
- إيراكلي لابادزي على موقع الاتحاد الدولي لكرة المضرب (الإنجليزية)
- إيراكلي لابادزي على موقع كأس ديفيز (الإنجليزية)
- إيراكلي لابادزي على موقع خلاصة التنس.كوم (الإنجليزية)
- إيراكلي لابادزي على موقع أوليمبيديا (الإنجليزية)